# Âge sombre numérique

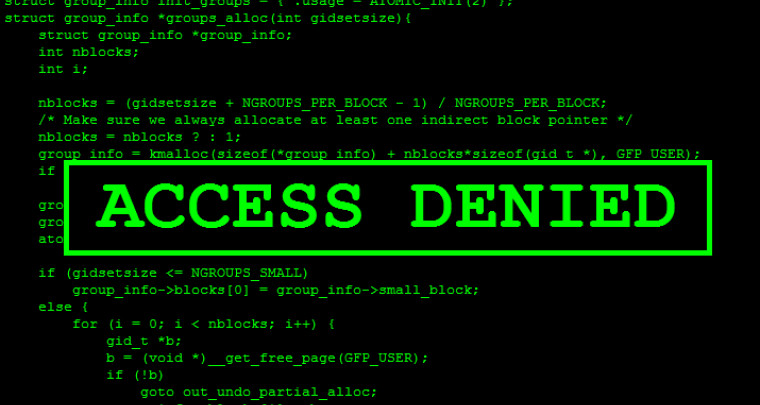
Illustration évoquant l'âge sombre numérique

L'âge sombre numérique évoque la perte d'informations historiques à l'ère numérique résultant directement de formats de fichiers, de logiciels ou de matériel obsolètes qui deviennent corrompus, rares ou inaccessibles, à mesure que les technologies évoluent, et que les données se détériorent. Les générations futures pourront trouver difficile ou impossible de récupérer des documents électroniques et multimédias parce qu'ils ont été enregistrés dans un format de fichier obsolète et obscur. Le nom dérive de l'expression Âge sombre dans le sens où il pourrait y avoir un manque relatif d'enregistrements, à l'ère numérique, car les documents sont transférés aux formats numériques et les copies originales sont perdues. Une mention rapide du terme s'est faite lors d'une conférence de la Fédération internationale des associations et institutions de bibliothèques (IFLA) en 1997. Le terme a également été mentionné en 1998 lors de la conférence Time and Bits, qui a été coparrainée par la Long Now Foundation et le Getty Conservation Institute (en).

## Formats de fichiers propriétaires et obsolètes
Le problème ne se limite pas aux documents texte, mais s'applique également aux photos, vidéo, audio et autres types de documents électroniques. Une préoccupation qui conduit à l'utilisation du terme, est que les documents sont stockés sur des supports physiques qui nécessitent un matériel spécial pour être lus et que ce matériel ne sera plus disponible dans les quelques décennies à partir du moment où le document a été créé. Par exemple, c'est déjà le cas des disquettes 5 ¼ pouces pour lesquelles les lecteurs de disque capables de les lire sont devenus rares.
L'ère sombre numérique s'applique également aux problèmes qui surviennent en raison de formats de fichiers obsolètes. Dans un tel cas, c'est l'absence de logiciel nécessaire qui provoque des problèmes, lors de la récupération des documents stockés. Ceci est particulièrement problématique lorsque des formats propriétaires sont utilisés, auquel cas il peut être impossible d'écrire un logiciel approprié pour lire le fichier.

## Stockage de données sur bande magnétique
Le stockage de données sur bande magnétique est à la fois utilisé comme une méthode de stockage de sauvegarde pour le stockage numérique et comme un moyen d'atténuer un éventuel âge sombre numérique. Par exemple, en 2011, des centaines de milliers de comptes Google ont été réinitialisés et les données de ces comptes ont disparu. Google a été en mesure de restaurer les données sur les comptes de messagerie à partir des données stockées sur bande magnétique. Le stockage de données magnétiques est également utilisé par les institutions financières, les hôpitaux, les studios de cinéma et les entreprises de fabrication pour sauvegarder du contenu. La bande magnétique peut contenir des centaines de téraoctets de données.

## Archiver l'internet
L'Internet Archive a déclaré que l'un de leurs objectifs est de prévenir l'âge sombre numérique.
Même Vinton Cerf, vice-président de Google, a fait part de ses inquiétudes quant à la conservation des données lors de la réunion annuelle de l'Association américaine pour l'avancement des sciences : « Au fur et à mesure que nous stockons des informations sur nous-mêmes, les mémoires stockées dans des fichiers utilisant une technologie plus ancienne deviennent de plus en plus difficiles d'accès, cela pourrait signifier que les historiens du futur seront incapables d'apprendre au sujet de nos vies ». Sa solution suggérée consiste à conserver un échantillon de chaque logiciel et matériel qui a jamais existé, afin qu'il ne devienne jamais obsolète. Il a proposé de prendre une radiographie du contenu, de l'application et du système d'exploitation avec une description de la machine. Ces informations devraient ensuite être stockées, plutôt que dans un musée, sur des serveurs dans le cloud.

## Exemples historiques

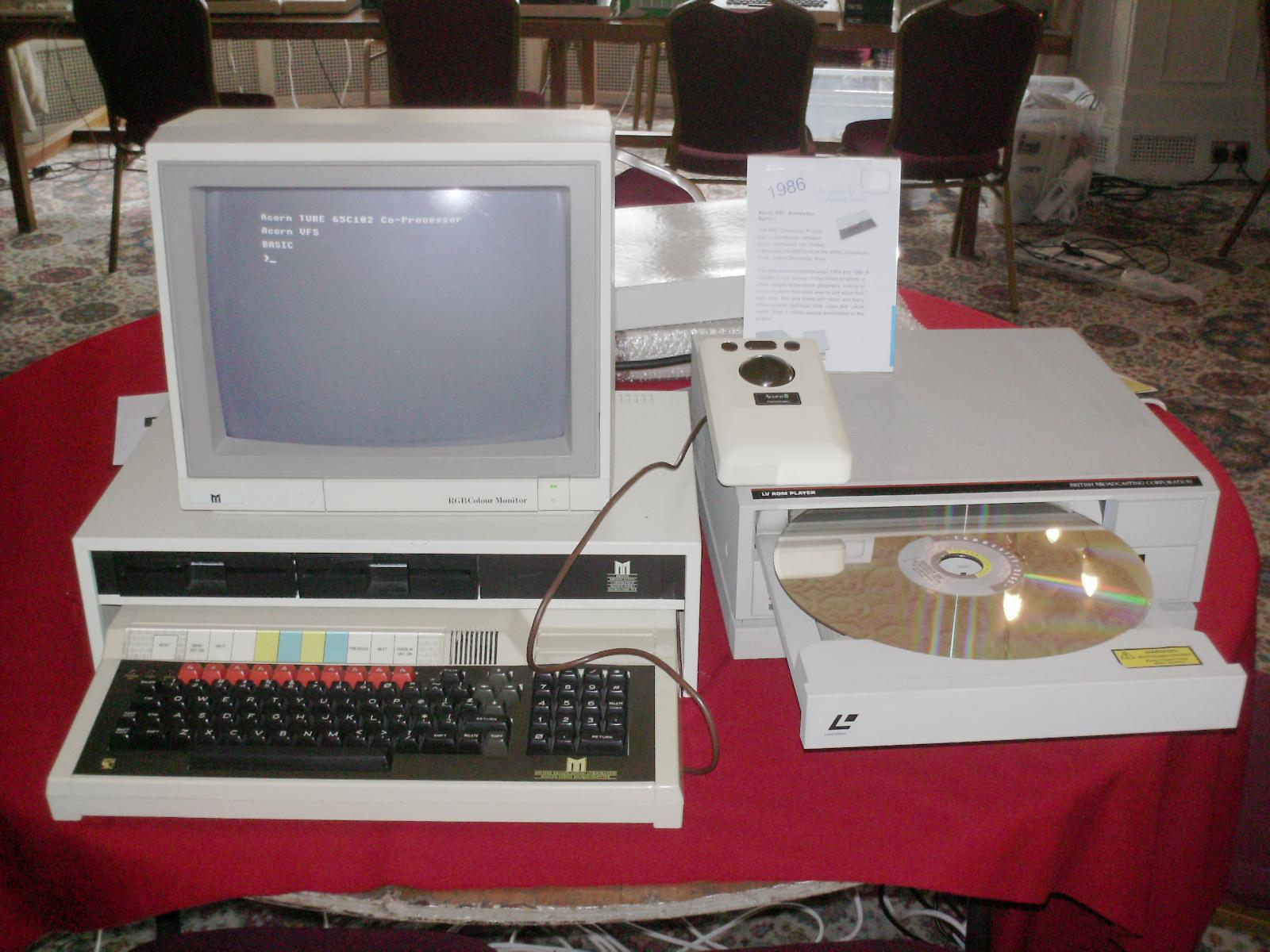
Un système Domesday au Vintage Computer Festival 2010, Bletchley, Royaume-Uni

Un exemple célèbre est celui de la NASA, pour laquelle les premiers enregistrements spatiaux ont souffert plus d'une fois d'un problème d'âge sombre. Pendant plus d'une décennie, les bandes magnétiques de l'atterrissage sur Mars du Programme Viking de 1976 n'ont pas été traitées. Lorsqu'elles ont été analysées plus tard, les données étaient illisibles car elles étaient dans un format inconnu et les programmeurs d'origine étaient morts ou avaient quitté la NASA. Les images ont finalement été extraites après de nombreux mois de perplexité à travers les données en examinant comment fonctionnaient les machines d'enregistrement.
Un autre exemple est le BBC Domesday Project, dans lequel une enquête sur la nation a été compilée 900 ans après la publication du Domesday Book. Alors que le Domesday Book original est encore lisible aujourd'hui, il y avait de grandes craintes que les disques du projet Domesday deviennent illisibles car les logiciels et les lecteurs de disque capables de lire le format étaient devenus de plus en plus rares. Cependant, en 2002, le projet CAMiLEON a migré l'information vers un système appelé DomesEm, lui permettant d'être accessible sur des ordinateurs modernes.

## Chiffrement et préservation des données
Le chiffrement peut exacerber le problème de la préservation des données, car le décodage ajoute de la complexité même lorsque le logiciel adéquat est disponible. Historiquement, les données cryptées sont assez rares, mais même les moyens très simples disponibles à travers l'histoire ont fourni de nombreux exemples de documents qui ne peuvent être lus qu'avec beaucoup d'effort. Par exemple, il a fallu la capacité d'un projet de calcul distribué pour briser le code généré mécaniquement d'un message tactique sous-marin de la Seconde Guerre mondiale. Le chiffrement moderne est utilisé dans de nombreux autres documents et médias en raison des éditeurs qui veulent la protection promise par la gestion des droits numériques

## Formats de fichiers open source
Au fur et à mesure que de nouveaux enregistrements sont stockés sous forme numérique, plusieurs mesures ont été prises pour normaliser les formats de fichiers électroniques. Les logiciels permettant de les lire sont donc largement disponibles et peuvent être réutilisés sur de nouvelles plates-formes si nécessaire.
PDF/A est une norme ouverte fondée sur le format PDF d'Adobe Systems. Il a été largement adopté par les gouvernements et les archives du monde entier, comme le Royaume-Uni.
Le format de document ouvert pour les applications Office (OpenDocument) a été standardisé par OASIS en 2005 et par l'ISO en 2006. Depuis lors, le support d'OpenDocument a été implémenté dans un grand nombre de logiciels open source et propriétaires. Par conséquent, l'utilisation d'OpenDocument est une option pour archiver des documents modifiables à partir d'applications bureautiques. En 2007, le responsable de l'information des Archives nationales du Royaume-Uni a déclaré : « Nous accueillons favorablement les logiciels libres car cela nous facilite la vie. »

## Standardisation du stockage des données
En 2007, Microsoft a créé un partenariat avec les Archives nationales du Royaume-Uni pour prévenir l'âge sombre numérique et « débloquer des millions de fichiers informatiques illisibles ». Les Archives nationales du Royaume-Uni acceptent maintenant divers formats de fichiers pour la subsistance à long terme, y compris Office Open XML, PDF et OpenDocument.

## Voir également
- Apollo 11 missing tapes (en)
- Dark data (en)
- Data archaeology (en)
- Corruption des données
- Digital continuity (en)
- Digital obsolescence (en)
- Archivage électronique
- Œuvre orpheline
- Logiciel abandonné
- M-DISC
- Document Freedom Day

## En lire plus
- A Digital Dark Ages? Challenges in the Preservation of Electronic Information (PDF), 1997
- Coming Soon A Digital Dark Age - CBS News, 2003
- How huge quantities of data are rapidly falling into a black hole - Guardian Unlimited, 2003
- The digital Dark Age - The Sydney Morning Herald, 2005
- Why the Demise of Print Media May Be Bad for Humanity, Tony Bradley, PCWorld, 19 March 2012
- Bit Rot - The Economist, 28 April 2012
- Raiders of the Lost Web, USA, octobre 2015 (lire en ligne)